# Pizza kebab
Pizza kebab è un singolo del rapper italiano Ghali, pubblicato il 3 febbraio 2017 come secondo estratto dal primo album in studio Album.

## Descrizione
Prodotto da Charlie Charles, il brano riflette il punto di vista del rapper riguardo alla pizza e al kebab, come spiegato in un'intervista concessa a Radio Kiss Kiss: 

## Tracce
1. Pizza kebab – 2:56

## Formazione
- Ghali – voce
- Charlie Charles – produzione, montaggio, missaggio, mastering

## Classifiche

### Classifiche settimanali
| Classifica (2017) | Posizione massima |
| ----------------- | ----------------- |
| Italia            | 3                 |

### Classifiche di fine anno
| Classifica (2017) | Posizione |
| ----------------- | --------- |
| Italia            | 53        |